# Malmsjö
Pour le chanteur, voir Jan Malmsjö.
Malmsjö est un ancien fabricant de piano suédois basé à Göteborg. Fondé en 1843, il a disparu en 1978.

## Histoire
L'entreprise a été créée en décembre 1843 par Johan Gustaf Malmsjö (sv) (1815-1891), qui avait fabriqué lui-même deux pianos carrés.
Johan Malmsjö avait d'abord été apprenti chez un menuisier, puis avait trouvé une place chez le facteur d'instruments Olof Ekström (sv) à Malmö, où il était resté jusqu'à ce qu'il réussisse à trouver un emploi chez le principal facteur de pianos scandinave de l'époque, Andreas Marschall à Copenhague. Il y a suivi une formation de maître de 1838 à 1842, avant de revenir à Malmö. Il a d'abord repris son travail chez Ekström et a fabriqué les deux pianos carrés, ses premiers travaux de maîtrise qui ont posé les bases de son développement futur.
Après avoir déménagé à Göteborg, Malmsjö a d'abord loué un atelier dans le bâtiment de l'Association hypothécaire place Gustaf Adolf (sv), puis le 1er avril 1844, un atelier plus grand dans une maison de Lilla Bommen (en). Il y a travaillé la première année avec deux aides, puis quatre l'année suivante, jusqu'à ce qu'il déménage en 1847 ses ateliers dans une maison sur Södra Vägen (sv) (cette maison construite en 1844 a été démolie en 1922).
Durant ses trente premières années, l'entreprise a surtout fabriqué des pianos carrés. En 1850, elle fabriquait un piano par semaine, deux en 1860, plus de trois en 1870 et en 1877 ce chiffre atteignait 225 pianos par an. Le 5000e instrument, un piano à queue de concert, a été livré en 1890. Ses premiers pianos à queue ont été fabriqués en 1849. À la fin des années 1870, les pianos carrés commençaient à se démoder et leur production a progressivement cessé. Le chiffre d'affaires annuel moyen était de 29 000 couronnes pour les années 1850, de 80 000 pour les années 1860, de 124 000 pour les années 1870, pour de 84 000 pour les années 1880, de 153 000 pour les années 1890 et pour la période 1900-1909 de 249 000 couronnes par an.
À la mort de J. G. Malmsjö en 1891, le contremaître Alfred Ågren fut nommé directeur de l'usine. Il avait notamment travaillé neuf ans dans la grande usine de pianos Steinway à New York et chez Malmsjö depuis 1879. Le gendre de Malmsjö, le consul Siger Johan Wilhelm Seydel (1850-1913), reprit la tête de l'entreprise. Le nombre d'employés était de 65 en 1898 et le chiffre d'affaires de 200 000 couronnes.
L'entreprise a remporté des prix à Stockholm en 1851, à Göteborg en 1860, à Karlstad et à Londres en 1862, à Malmö en 1865, à Stockholm en 1866, à Paris en 1867, à Göteborg en 1871, à Copenhague et à Vänersborg en 1872, à Vienne et à Rugby en 1873, à Uddevalla en 1874, à Philadelphie en 1876, à Borås en 1880, à Malmö 1881, à Örebro en 1883, à Copenhague en 1888, à Göteborg en 1891, à Malmö en 1896 et à Stockholm en 1897.
En 1893, elle est devenue fournisseur de la cour suédoise.
L'entreprise fut transformée en 1906 en société anonyme (en) (sous le nom AB J. G. Malmsjö) et devint en 1918 partie du groupe AB Förenade piano & orgelfabriker. Knut Hultén devint directeur d'AB J. G. Malmsjö après la mort d'Ågren en 1914. En 1962, la production fut transférée de Göteborg à Arvika. La production a cessé en 1978, mais le nom Malmsjö reste une marque déposée.